# La Ferté-Villeneuil
La Ferté-Villeneuil település Franciaországban, Eure-et-Loir megyében. Lakosainak száma 379 fő (2018. január 1.). La Ferté-Villeneuil Thiville községgel határos.

## Népesség
A település népességének változása:
| Lakosok száma | 376  | 347  | 361  | 394  | 410  | 403  | 380  | 370  | 375  | 379  |
|               | 1968 | 1975 | 1982 | 1990 | 1999 | 2011 | 2013 | 2015 | 2017 | 2018 |